# Bidigești
Bidigești falu Romániában, Erdélyben, Fehér megyében.

## Fekvése
Csurulyásza közelében fekvő település.

## Története
Bidigeşti korábban Csurulyásza része volt, 1956 körül vált külön 113 lakossal.
1966-ban 89, 1977-ben 65, 1992-ben 37, 2002-ben pedig 46 román lakosa volt.